# Juliantla
Juliantla es una localidad situada en el Municipio de Taxco de Alarcón en el estado mexicano de Guerrero. Tiene 715 habitantes. Juliantla está a 1,700 metros de altitud.  
Posiblemente su fundación data del siglo XIV por indígenas de origen náhuatl. Durante la conquista española sobre el imperio azteca, Juliantla se llamó Tlamalinala, ya que pertenecía a un conjunto de minas prehispánicas que fueron tomadas por hombres de Hernán Cortés.   
Con el tiempo pasó a manos de migrantes judíos que tomaron posesión del lugar, donde construyeron con mucho cuidado un conjunto de baños rituales judíos denominados "mikves" y posiblemente su sinagoga. xvi,ante el siglo XVI la Inquisición se hizo presente en el área  de Taxco. Bajo la necesidad de supervivencia, provocó que las personas ocultaran su fe judía, por lo cual mantuvieron a Tlamalinala o Juliantla camuflajeada del mundo.  
En el año 2021, fue certificado como el primer asentamiento judío del continente americano por rabinos de la comunidad judía en la Ciudad de México. Gracias a un documento del siglo XVI que mantiene la comunidad, se sabe ahora que el nombre de Juliantla proviene por uno de sus dueños llamado Julián de Yébenes y Morillas, un migrante toledano proveniente de Yébenes, en España, que ocupó esta zona y tenía a su cargo indígenas que mencionaban el asentamiento de Tlamalinala como Juliantla, que se traduce del nahuatl al español como "Donde Julián" o "Donde esta Julián".
Con el tiempo, la comunidad fue quedando aislada, hasta la llegada de su personaje más importante llamado José Manuel Figueroa Figueroa "Joan Sebastian", cantautor y actor nacido en esta localidad, quien gracias a uno de sus temas dedicados a la tierra que lo vio nacer, hizo muy popular el nombre de la comunidad, rescatando y poniendo en valor nuevamente a Juliantla, conocida así hasta la actualidad.

## Personalidades destacadas
- Joan Sebastian, cantante, compositor y actor mexicano.